# Trzcinica (gmina)
Trzcinica [tʂt͡ɕiˈnit͡sa] est une commune rurale de la voïvodie de Grande-Pologne et du powiat de Kępno. Elle s'étend sur 75,1 km2 et comptait 4 787 habitants en 2010.
Elle se situe à environ 13 kilomètres au sud de Kępno et à 156 kilomètres au sud-est de Poznań.